# PERFECT RAINBOW
「PERFECT RAINBOW」（パーフェクト・レインボー）は、1993年11月10日に発売されたCornelius通算2作目のシングル。

## 解説
トラットリア・メニュー25。「PERFECT RAINBOW」には当時bridgeのヴォーカルだった大友真美がコーラスで、ASA-CHANGがパーカッションで全曲参加している。アートワークは信藤三雄。
「PERFECT RAINBOW」は子供番組『ウゴウゴルーガ2号』のエンディング曲として使用されていた。

## 収録曲
1. PERFECT RAINBOW （4分24秒）
2. PELÉ （3分31秒）
3. PERFECT RAINBOW（Instrumental）（4分23秒）

## 収録アルバム
1. THE FIRST QUESTION AWARD（#4）
2. RAISE YOUR HAND TOGETHER（#B2）、THE FIRST QUESTION AWARD リマスター盤（#12）に収録。
またトラットリアのコンピレーション・アルバム『menu.42』にライブ・ヴァージョンが収録されている。
3. 未収録。